# کهکشان چرخ گاری
کهکشان چرخ گاری (انگلیسی: Cartwheel Galaxy)، همچنین شناخته شده به عنوان ESO 350-40 یا PGC 2248، یک کهکشان عدسی و حلقه کهکشان در حدود ۵۰۰ میلیون سال نوری دورتر در صورت فلکی مجسمه‌سازاست. قطر این کهکشان حدود ۱۵۰ هزار سال نوری تخمین زده شده‌است. در سال ۱۹۴۱ فریتس تسوئیکی این کهکشان را کشف کرد. تسوئیکی این کشف خود را این چنین یاد کرد: یکی از پیچیده‌ترین مجموعه‌هایی که باید بر اساس دینامیک ستارگان توضیحی برای آن یافت.
تلسکوپ هابل قبلاً چرخ گاری را بررسی کرده، کهکشان توسط گاز و غبار پنهان شده بود. تلسکوپ جیمز وب، با دوربین فروسرخ نزدیک، تصویربردار اصلی وب، تعداد ستاره‌های بیشتری را نسبت به مشاهده با نور مرئی نشان داده‌است. به این دلیل که ستارگان جوان هنگام مشاهده در مادون قرمز کمتر توسط غبار پوشیده می‌شوند. در تصویر منتشر شده وب داده‌های دوربین فروسرخ نزدیک آبی، نارنجی و زرد هستند. جزئیات ریز گرد و غبار در کهکشان نیازمند ابزار فروسرخ میانی وب است که در این تصویر ترکیبی به رنگ قرمز است. ابزار فروسرخ میانی مناطقی را در چرخ گاری نشان می‌دهد که سرشار از هیدروکربن‌ها و سایر ترکیبات شیمیایی، و همچنین غبار سیلیکات است. این مناطق، شبیه پره‌های مارپیچی، اسکلت کهکشان را تشکیل می‌دهند.

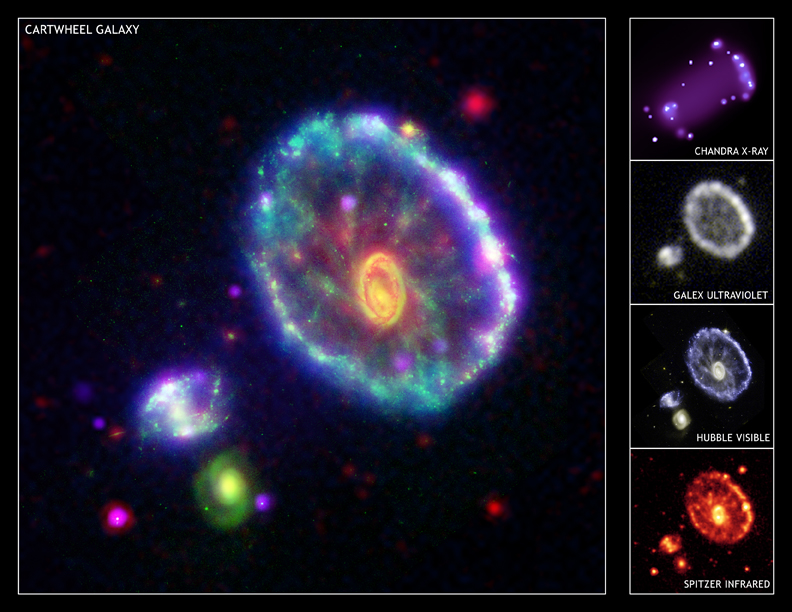
کهکشان چرخ گاری در طیفهای نوری متفاوت (X-rayبا اشعه ماورای بنفشهای مرئیو مادون قرمز). این تصویر ترکیبی از داده‌ها از چهار فضای مختلف بر اساس رصدخانه: Chandra X-ray Observatory (بنفش) Galaxy Evolution Explorer (اشعه ماورای بنفش/آبی) تلسکوپ فضایی هابل (قابل مشاهده/سبز) و اسپیتزر تلسکوپ فضایی (مادون قرمز/قرمز).